# Ryjowniczki
Ryjowniczki (Planigalini) – monotypowa podrodzina ssaków z rodziny niełazowatych (Dasyuridae).

## Zasięg występowania
Podrodzina obejmuje gatunki występujące w Australii, Indonezji i Papui-Nowej Gwinei.

## Morfologia
Długość ciała (bez ogona) samic 4,9–8,3 cm, samców 5–8,4 cm, długość ogona samic 5,1–6,5 cm, samców 5,3–7 cm; masa ciała samców 2,6–17,2 g, samic 2,8–16,3 g.

## Systematyka
Rodzaj zdefiniował w 1928 roku australijski zoolog Ellis Le Geyt Troughton w artykule poświęconym nowemu rodzajowi, gatunkowi i podgatunkowi niełazowatych opublikowanym na łamach Records of the Australian Museum. Gatunkiem typowym jest (oznaczenie monotypowe) ryjowniczka długoogonowa (P. ingrami). 

### Etymologia
Planigale: łac. planus ‘płaski’; gr. γαλεη galeē lub γαλη galē ‘łasica’.

### Podział systematyczny
Do podrodziny należy jeden rodzaj ryjowniczka (Planigale) z następującymi gatunkami:
| Grafika | Gatunek                | Autor i rok opisu                                     | Nazwa zwyczajowa         | Podgatunki   | Rozmieszczenie geograficzne                                                                    | Podstawowe wymiary (DC – długość ciała; DO – długość ogona; MC – masa ciała) | Status IUCN |
| ------- | ---------------------- | ----------------------------------------------------- | ------------------------ | ------------ | ---------------------------------------------------------------------------------------------- | ---------------------------------------------------------------------------- | ----------- |
|         | Planigale novaeguineae | Tate & Archbold, 1941                                 | ryjowniczka papuaska     | monotypowy   | południowa-wschodnia Indonezja i południowo-zachodnia i południowo-wschodnia Papua-Nowa Gwinea | DC: około 7,9 cm; DO: około 8 cm; MC: około 14,9 g                           | LC          |
|         | Planigale maculata     | (Gould, 1851)                                         | ryjowniczka karłowata    | 2 podgatunki | północna, północno-wschodnia i wschodnia Australia                                             | DC: 5,2–8,4 cm; DO: 4,6–6,5 cm; MC: 3,5–16,3 g                               | LC          |
|         | Planigale tenuirostris | Troughton, 1928                                       | ryjowniczka wąskonosa    | monotypowy   | środkowo-wschodnia i południowo-wschodnia Australia                                            | DC: 5–7,5 cm; DO: 5–6,5 cm; MC: 4–9 g                                        | LC          |
|         | Planigale gilesi       | Aitken, 1972                                          | ryjowniczka skąpozębna   | monotypowy   | środkowo-wschodnia Australia                                                                   | DC: 6–8 cm; DO: 5,5–7 cm; MC: 5–16 g                                         | LC          |
|         | Planigale ingrami      | (O. Thomas, 1906)                                     | ryjowniczka długoogonowa | monotypowy   | środkowa, północna i północno-wschodnia Australia                                              | DC: 4,9–7,1 cm; DO: 5,1–6,8 cm; MC: 2,6–6,6 g                                | LC          |
|         | Planigale kendricki    | K.P. Aplin, N.K. Cooper, Travouillon & Umbrello, 2023 |                          | monotypowy   | północno-zachodnia Australia                                                                   | DC: 4,6–7,4 cm; DO: 4,9–7,7 cm; MC: 4,1–12,5 g                               | NE          |
|         | Planigale tealei       | K.P. Aplin, N.K. Cooper, Travouillon & Umbrello, 2023 |                          | monotypowy   | północno-zachodnia Australia                                                                   | DC: 4,5–6,2 cm; DO: 4,8–6,6 cm; MC: 2,9–6,1 g                                | NE          |

Kategorie IUCN:  LC  – gatunek najmniejszej troski;  NE  – gatunki niepoddane jeszcze ocenie.